# Дрен Укимерај
Дрен Укимерај (Приштина, 10. новембар 2001) косовски је пливач чија специјалност су трке слободним стилом, а повремено наступа и у тркама леђним стилом. Члан је пливачког клуба Зенит из Приштине.

## Спортска каријера
Укимерај је дебитовао на међународним пливачким такмичењима током 2016, а прво веће такмичење на коме је учествовао те године је било Европско јуниорско првенство одржано у мађарском граду Ходмезевашархељу. Годину дана касније по први пут је наступио на неком од великих такмичења у конкурекнцији сениора, на Европском првенству у малим базенима у Копенхагену.
Током 2018. Укимерај је наступио на три велика такмичења. Прво се такмичио на Медитеранским играма у Тарагони (где је заузео последња места у све три квалификационе трке у којима се такмичио), затим на Европском првенству у Глазгову, а потом и на Светском првенству у малим базенима у Хангџоуу.
На светским првенствима у великим базенима је дебитовао у корејском Квангџуу 2019. где је наступио у квалификационим тркама на 100 слободно (103) и 200 слободно (64. место).